# Mutilić
Mutilić falu Horvátországban, Lika-Zengg megyében. Közigazgatásilag Udbinához tartozik.

## Fekvése
Korenicától légvonalban 28 km-re, közúton 33 km-re délre, községközpontjától légvonalban 3 km-re, közúton 5 km-re délre, a Korbavamező délkeleti szélén, az 1-es számú főút (Zágráb – Split) mentén fekszik.

## Története
Mutilić az ország egyik legrégebbről, 925-ből datálható települése. A középkorban horvát lakosságú településként a korbáviai egyházmegye része, később a korbáviai püspökség székhelye volt. Szent Ágoston tiszteletére szentelt templomát a 15. században építették gótikus stílusban. 1527-ben Lika és Korbava területével együtt elfoglalta a török, korábbi lakossága elmenekült. A török uralom idején Boszniából pravoszláv vlachok települtek be ide és 1638-ban felépítették templomukat. A török kiűzése után katolikus horvátokkal és pravoszláv szerbekkel telepítették be. A falunak 1857-ben 1128, 1910-ben 842 lakosa volt. A trianoni békeszerződés előtt Lika-Korbava vármegye Udbinai járásához tartozott. Ezt követően előbb a Szerb-Horvát-Szlovén Királyság, majd Jugoszlávia része lett. A II. világháború előtt a faluban még a horvátok voltak többségben, 1941-ben azonban a csetnikek, majd a partizánok felégették a horvátok házait és elűzték őket. [1991-ben lakosságának 94 százaléka szerb nemzetiségű volt. A falunak 2011-ben 38 lakosa volt, többnyire a Vihar hadművelet után visszatért szerbek.

## Lakosság
| Lakosság változása | Lakosság változása | Lakosság változása | Lakosság változása | Lakosság változása | Lakosság változása | Lakosság változása | Lakosság változása | Lakosság változása | Lakosság változása | Lakosság változása | Lakosság változása | Lakosság változása | Lakosság változása | Lakosság változása | Lakosság változása |
| ------------------ | ------------------ | ------------------ | ------------------ | ------------------ | ------------------ | ------------------ | ------------------ | ------------------ | ------------------ | ------------------ | ------------------ | ------------------ | ------------------ | ------------------ | ------------------ |
| 1857               | 1869               | 1880               | 1890               | 1900               | 1910               | 1921               | 1931               | 1948               | 1953               | 1961               | 1971               | 1981               | 1991               | 2001               | 2011               |
| 1.128              | 1.292              | 989                | 963                | 1.039              | 842                | 771                | 663                | 224                | 237                | 183                | 132                | 118                | 84                 | 16                 | 38                 |

## Nevezetességei
- Szent Ágoston tiszteletére szentelt római katolikus temploma 15. századi eredetű, 1733-ban újjáépítették. A II. világháború után lerombolták. Ezután a terület Tito vadászterülete volt, ezért 65 évig misét sem lehetett itt tartani. A Vihar hadművelet után Nediljko Knezović udbinai plébános vezetésével a katolikus hívek a romok környékét és a romokhoz vezető utat megtisztították, majd mise keretében elhelyezték az itt felépítendő új templom alapkövét.
- Az Úr Színeváltozása tiszteletére szentelt szerb pravoszláv temploma[6] 1638-ban épült, 1745-ben megújították. A második világháború idején a németek felgyújtották. A honvédő háború során szintén leégett, ma romokban áll. Falai a tetőpárkány magasságáig állnak. Egyhajós, keletelt épület, félköríves szentéllyel. Hosszúsága 20 méter, szélessége 8,5 méter. A templom búcsúnapját minden év augusztus 19-én tartják, amikor a mise után a településen kulturális-művészeti programot rendeznek, melyre összegyűlik a környező falvak szerb lakossága is.